# Юлиан (презид Евфратисии)
Юлиан (лат. Iulianus) — римский политический деятель второй половины IV века.
Юлиан происходил из киликийского города Тарс. Его братьями были Гиерокл и Деметрий, а сыновьями — Алипий и Цезарий. В 358 году Юлиан побывал в сирийском городе Антиохия. До 359 года он занимал должность презида Фригии. Около 361 года Юлиан находился на посту презида Евфратисии. Около 363 года он был ответственным за проведение переписи населения в Вифинии. Состоял в переписке с ритором Либанием.